# Holmes Herbert
Edward Sanger (Mansfield, Nottinghamshire, Inglaterra, 30 de julio de 1882 - Hollywood, California, EUA, 26 de diciembre de 1956) fue un actor británico. Participó en Inglaterra en el mundo del circo y debutó en la escena teatral a inicios del siglo XX. Su nombre artístico lo tomó del personaje Sherlock Holmes y arribó a Hollywood en 1918. 
Actuó en numerosas películas mudas, pero no fue hasta la llegada del cine sonoro que recibió sus mejores papeles. Tuvo la oportunidad de participar en algunas producciones relacionadas con el famoso detective inglés al que admiraba. 
Parte de su extensa filmografía comprende: His Wife (1915), The Enchanted Cottage (1924), The Thirteenth Chair (1929), El hombre y el monstruo (1931), El capitán Blood (1935),  María Antonieta (1938), Foreign Correspondent (1940), Sherlock Holmes in Washington (1943) y The Brigand (1952).